# Metahuntemannia drzycimskii
Metahuntemannia drzycimskii är en kräftdjursart som beskrevs av Soyer 1970. Metahuntemannia drzycimskii ingår i släktet Metahuntemannia och familjen Huntemanniidae. Arten har ej påträffats i Sverige. Inga underarter finns listade i Catalogue of Life.